# Новокызылярово
Новокызылярово (баш. Яңы Ҡыҙылъяр) — деревня в Липовском сельсовете Архангельского района Республики Башкортостан России.

## Население
| 2002 | 2009 | 2010 |
| ---- | ---- | ---- |
| 39   | ↘28  | ↗30  |

Согласно переписи 2002 года, преобладающая национальность — башкиры (95 %).

## Географическое положение
Расстояние до:
- районного центра (Архангельское): 26 км,
- центра сельсовета (Благовещенка): 3 км,
- ближайшей железнодорожной станции (Приуралье): 28 км.

Находится на правом берегу реки Инзер.